# Ледно (Орловская область)
Ледно — деревня в Урицком районе Орловской области России.
Входит в Луначарское сельское поселение в рамках организации местного самоуправления и в Луначарский сельсовет в рамках административно-территориального устройства.

## География
Расположена на автомобильной трассе Орёл — Нарышкино, в 2,5 км к востоку от окраин райцентра, посёлка городского типа Нарышкино, и в 19 км к западу от центра города Орёл.

## Население
| 2002 | 2010 |
| ---- | ---- |
| 271  | ↘251 |

Согласно результатам переписи 2002 года, в национальной структуре населения русские составляли 92 % от жителей.